# ال‌جی کرپوریشن
ال‌جی کورپوریشن (به کره‌ای: 주식회사 엘지) یک شرکت خوشه‌ای چندملیتی کره‌ای است. این شرکت پس از سامسونگ، دومین شرکت خوشه‌ای (فعال در چند صنعت) در کشور کره جنوبی می‌باشد. دفتر مرکزی این کورپوریشن در برج دوقلوی ال‌جی، در شهر سئول قرار دارد.
ال‌جی محصولات خود را در سه بخش: وسایل الکترونیکی، مواد شیمیایی و تجهیزات مخابراتی تقسیم نموده، که هر کدام از بخش‌ها، تحت مدیریت یک یا چند شرکت تابعه و زیرمجموعه قرار دارند.
شرکت‌های تابعه گروه ال‌جی عبارتند از: ال‌جی الکترونیکس، زنیت الکترونیکس، ال‌جی دیسپلی، ال‌جی تلکام و ال‌جی کمیکال که در بیش از ۸۰ کشور جهان فعالیت می‌کنند.
در آوریل ۲۰۲۱، ال‌جی بخش تولید گوشی‌های هوشمند خود را به علت زیان‌دهی تعطیل کرد.